# Дунаевы
Дунаевы — деревня в Оричевском районе Кировской области в составе Спас-Талицкого сельского поселения.

## География
Находится у западной окраины районного центра посёлка Оричи.

## История
Известна с 1706 года как починок Новокшеновской с 9 дворами. В 1764 году учтено 94 жителя из государственных крестьян и 23 из ландмилиции. В 1873 году отмечено дворов 35 и жителей 217, в 1905 13 и 67, в 1926 15 и 76, в 1950 12 и 29. В 1989 году проживало 107 человек.

## Население
| 2010 |
| ---- |
| 88   |

Постоянное население составляло 95 человек (русские 100 %) в 2002 году.